# Massepha carbonalis
Massepha carbonalis is een vlinder van de familie van de grasmotten (Crambidae), uit de onderfamilie van de Spilomelinae. De wetenschappelijke naam van deze soort is voor het eerst voorgesteld als Stenia carbonalis door William Warren in een publicatie uit 1896.
De soort komt voor in India (Meghalaya).